# Can Massó (Parets del Vallès)
Can Massó, també coneguda com la Marineta, és una masia de Parets del Vallès (Vallès Oriental) protegida com a bé cultural d'interès local.

## Descripció
La planta és quadrangular. La teulada és a quatre vents. A la porta, adovellada, hi ha un escut sobre la clau. A la finestres hi ha una bona traceria i són gòtiques igual que les laterals, tot i que són més petites respecta aquelles. A la part superior, sota el ràfec de la façana, hi ha una galeria amb pilarets octogonals que sustenten petits arcs escarsers.

## Història
Tot i la seva estructura, salvant la teulada, gòtic-renaixentista, només es tenen documents de Can Massó des del segle xviii. És gairebé segur que fou molt retocada sobre el 1921 pels que llavors eren els seus propietaris: J. Calderó i Marinette Damm. Actualment és propietat de l'Ajuntament de Parets del Vallès, i s'utilitza com a centre de recursos empresarial.